# Take Your Mama
Take Your Mama – trzeci singel z debiutanckiego albumu amerykańskiej grupy pop dance Scissor Sisters zatytułowanego Scissor Sisters. Utwór został wydany w Wielkiej Brytanii 29 marca 2004 roku i dotarł do #17 miejsca UK Singles Chart. Singel zdobył znaczny sukces na arenie międzynarodowej, a szczególnie w Nowej Zelandii, gdzie osiągnął #11 pozycję New Zealand Singles Chart. Utwór znalazł się na ścieżce dźwiękowej FIFA Football 2005.

## Lista utworów
- 12" vinyl

1. A. „Take Your Mama” – 4:32
2. B1. „Take Your Mama” (Hot Chip remix) – 5:00
3. B2. „Take Your Mama” (a cappella) – 4:32

- 12" picture disc

1. A1. „Take Your Mama” – 4:32
2. B1. „The Backwoods Discotheque, Pt. II” – 4:25
3. B2. „Take Your Mama” (National Forest remix) – 5:37

- CD single

1. „Take Your Mama” – 4:32
2. „The Backwoods Discoteque, Pt. II” – 4:24

- Australian CD single

1. „Take Your Mama” – 4:33
2. „The Backwoods Discoteque, Pt. II” – 4:25
3. „Get It Get It” – 3:48
4. „Take Your Mama” (teledysk)

## Oficjalne remiksy
1. „Take Your Mama” (a cappella)
2. „Take Your Mama” (Chris the Greek remix)
3. „Take Your Mama” (Dr. Brooks mix)
4. „Take Your Mama” (Greg C Bootleg mix edit)
5. „Take Your Mama” (Hot Chip remix)
6. „Take Your Mama” (Johnny Budz mix)
7. „Take Your Mama” (Mig Vs Rizzo mix)
8. „Take Your Mama” (National Forest remix)

## Notowania
| Lista (2004)              | Najwyższa pozycja |
| ------------------------- | ----------------- |
| Australian Singles Chart  | 40                |
| Danish Singles Chart      | 12                |
| Dutch Singles Chart       | 80                |
| Irish Singles Chart       | 25                |
| New Zealand Singles Chart | 11                |
| Swedish Singles Chart     | 53                |
| UK Singles Chart          | 17                |